# Танзим (ФАТХ)
Танзим (араб. تنظيم‎; «организация») — создана в 1995 году, первоначально как военизированное молодёжное крыло «ФАТХ». Многие из членов Танзима выросли уже после заключения Соглашений в Осло. Приобрела известность с началом 2-й интифады, став, вместе с другой дочерней организацией «ФАТХ» — «Бригадами мучеников Аль-Аксы» одним из основных исполнителей терактов против граждан Израиля. Ряд источников приводят данные, что таким образом Арафат пытался снять ответственность за теракты с официальных силовых структур автономии и ООП.
Лидер организации Марван Баргути — генеральный секретарь партии «ФАТХ» на Западном берегу Иордана с 1994 года, приговорён израильским судом к 5 пожизненным заключениям за совершённые в ходе терактов убийства 5 человек, и к 40 годам за покушение на убийства.
В декабре 2001 года Правительство Израиля объявило администрацию Палестинской автономии, возглавляемую Арафатом, «организацией, поддерживающей терроризм», а военные подразделения при возглавляемом Арафатом движении «ФАТХ», включая так называемый «Отряд-17» («Подразделение 17») и «Танзим» были объявлены «террористическими организациями» и целями для военных акций.

## Террористическая деятельность
Согласно Дову Контореру, ещё до начала 2-й интифады, легким стрелковым оружием, пулеметами и противотанковыми гранатометами были вооружены тысячи (если не десятки тысяч) активистов военизированной организации «Танзим», которая рассматривалась Израилем как лояльная Арафату и потому «безвредная» сила. То, что именно эта сила представляет собой поле сращивания силового комплекса автономии с террористическими группировками исламистов, то есть инфраструктуру террора как таковую, до октября 2000 года в Израиле понимать не хотели.
В декабре 2000 года Ахмед Халес, председатель «ФАТХа» в секторе Газа, выступил перед выпускниками курса офицеров боевого крыла организации «Танзим». Это был первый призыв с начала «интифады аль-Акса». В общей сложности желающих поступить на курс было больше 17 тысяч, однако отборочные экзамены прошли только 800 человек
С началом второй интифады, под управлением Баргути, «Танзим» увеличил своё влияние и вместе с такими террористическими организациями, как «Бригады мучеников Аль-Аксы», «ХАМАС», «Исламский Джихад» и другие, стал одним из основных исполнителей терактов против граждан Израиля. Начиная с 2001 года террористические организации стали интенсивно сотрудничать между собой. По данным ШАБАКа на октябрь 2004 года, в течение интифад, наибольшую активность совместной деятельности проявлял «Танзим». На июнь 2004 года, 92 % совместных терактов были осуществлены именно при участии «Танзима». «Исламский джихад» начал принимать участие в деятельности в Самарии в 2001 году, а боевики Газы — в 2003-м. Зато «ХАМАС» начал сотрудничать с другими лишь после операции «Защитная стена» во второй половине 2002 года, главным образом в Газе. В совместной деятельности участвует и «Народный фронт».
В марте 2003 года «ХАМАС» и «Танзим» организовали теракт-самоубийство в ашдодском порту. Погибло 10 граждан Израиля. В январе 2004 года «ХАМАС» и «Танзим» организовали теракт-самоубийство на КПП «Эрез». Погибли 4 израильтянина. В апреле на том же месте произошел ещё один теракт, в котором погиб израильтянин. В мае боевики «Исламского джихада» и «Танзима» обстреляли машину, в которой ехали Тали Хатуэль и четыре её дочери. Все они погибли. В этом теракте были ранены ещё трое израильтян. В том же месяце боевики «Исламского джихада», «Народного фронта» и «Танзима» устроили комбинированный теракт-самоубийство с обстрелом израильских машин в районе Рафиаха. Двое израильских солдат получили ранения.
В своих терактах «Танзим» активно использовал женщин.
Согласно данным, представленным МИД Израиля, в ходе военной операции «Защитная стена» получены явные доказательства того, что Палестинская автономия во главе с Арафатом обеспечивала поддержку, и являлась активным участником террора. Арафат и его ближайшее окружение прямо отвечают за убийство мирных жителей Израиля. Среди этих «приближенных» был и Баргути, руководитель «Танзима».
В ходе операции «Защитная стена» выяснилось, что многие сотрудники палестинских спецслужб — Службы национальной безопасности, военной разведки и контрразведки — одновременно являются боевиками террористических организаций (чаще всего «Танзим»). Именно они организовали теракты-самоубийства 29 января и 22 февраля 2004 года в Иерусалиме, а в марте — в ашдодском порту и в промзоне «Эрез». Они же занимаются поставками оружия. Начиная с 2003 года наблюдается расширение сотрудничества между Хизбаллой и палестинскими террористическими организациями — «Танзимом», «Исламским джихадом», «ХАМАСом» и «Народным фронтом».
В апреле 2004 года бойцы израильского спецподразделения «Эгоз» провели операцию в районе лагеря палестинских беженцев Туль-Карем. В ходе неё вступили в бой с тремя активистами «Танзима». Террористы были уничтожены. При опознании тел боевиков, выяснилось, что это высокопоставленные члены «Танзим». Все они находились в розыске службы общей безопасности Израиля («Шабак»). Один из них считался главой группировки в Туль-Кареме, на нём лежит ответственность за теракт в еврейском поселении Авней-Хефец, в котором погиб гражданин Израиля Яаков (Коби) Зага, и была ранена его 14-летняя дочь Хана Зага.
Абу-Ваар, 30 лет, житель поселка Кабатия — боевик «Отряда 17» и один из лидеров «Танзима», задержан израильскими силами безопасности в январе 2003 года, и в ходе допроса признался, что принимал участие в организации целого ряда крупных терактов, где 4 израильтян погибли, а 9 были ранены. С началом интифады Абу-Ваар принимал участие в перестрелках с солдатами ЦАХАЛа у могилы Йосефа. Он использовал автомат Калашникова, выданный ему как члену охраны Арафата «Отряд 17».
Хаджаг, сотрудник службы контрразведки в Газе, 6 марта 2000 года на своем тягаче доставил к КПП «Эрез» два автомобиля, начиненные взрывчаткой. Был произведен взрыв, 6 израильских граждан погибло, а 9 человек были ранены. Палестинские службы безопасности арестовали Хаджага, однако спустя некоторое время он был выпущен на свободу.

## Финансирование
Показания, данные Маруаном Баргути, Нацером Ависом, Нацером Абу-Хамидом и Ахмедом Баргути,- свидетельствуют о том, что Ясер Арафат дал своё согласие на финансирование деятельности «Танзим», зная, что она будет направлена против граждан Израиля. Известно также, что арсеналы ПА использовались для складирования взрывчатки, принадлежавшей террористическим организациям.
В 2004 году представитель Европарламента Илка Шредер заявила, что «финансовая помощь ЕС вместе со средствами, поступившими от других международных организаций, были переведены на счета Палестинской Автономии и использовались при финансировании террористических организаций». В 2001 году через один лондонский банк в Bank of Jordan в Рамаллахе было переведено 65 млн долларов. Тем же самым счетом Арафат пользовался для финансирования своих террористических группировок. Доступ к банковскому счету имел также поверенный Арафата, руководитель «Танзим», Марван Баргути.
Через подставные фирмы в Лондоне, Каире, Женеве и Нью-Йорке деньги попадали к лидерам «Танзим», «Бригад мучеников Аль-Аксы» и других террористических группировок.